# Tanourdi
Tanourdi  (in arabo تنوردي‎?) è un centro abitato e comune rurale del Marocco situato nella provincia di Midelt, regione di Drâa-Tafilalet. Conta una popolazione di 2 872 abitanti (censimento 2014).